# إميل مبوه
إميل مبوه (بالفرنسية: Émile Mbouh)‏ (مواليد 30 مايو 1966) هو لاعب كرة قدم. يلعب مع منتخب الكاميرون لكرة القدم. سبق له أن لعب في كأس العالم لكرة القدم مع منتخب بلاده.

## روابط خارجية
- إميل مبوه على موقع الاتحاد الدولي (مؤرشف)  (الإنجليزية)
- إميل مبوه على موقع قاعدة بيانات كرة القدم.إي يو (الإنجليزية)
- إميل مبوه على موقع ناشيونال فوتبول تيمز (الإنجليزية)
- إميل مبوه على موقع Soccerway.com (الإنجليزية)
- إميل مبوه على موقع عالم كرة القدم.نت (الإنجليزية)